# Amanda Mthandi
Amanda Mthandi, née le 23 mai 1996, est une footballeuse internationale sud-africaine. Elle joue au poste d'attaquante au JVW FC et en équipe nationale depuis 2018.

## Biographie
En 2018, elle fait ses débuts en sélection nationale, lors d'un match amical contre le Ghana le 11 novembre. Elle participe à la Coupe d'Afrique des nations la même année, atteignant la finale. L'Afrique du Sud s'incline en finale face au Nigeria après une séance de tirs au but.
Elle fait ensuite partie des 23 joueuses sud africaines retenues afin de participer à la Coupe du monde 2019 organisée en France,.

## Palmarès
- Finaliste de la Coupe d'Afrique des nations en 2018 avec l'équipe d'Afrique du Sud